# Funicolare di Petřín
La funicolare Petřín è una funicolare che si trova a Praga e che collega il quartiere di Malá Strana con la collina di Petřín. 
I capolinea della funicolare sono Újezd (nella parte inferiore della collina) e Petřín (nella parte superiore della collina), con una fermata intermedia a Nebozízek. Dal 6 settembre del 2015 al 18 marzo 2016 la funicolare è stata fuori servizio a causa di lavori sulla tratta e sulla stazioni.

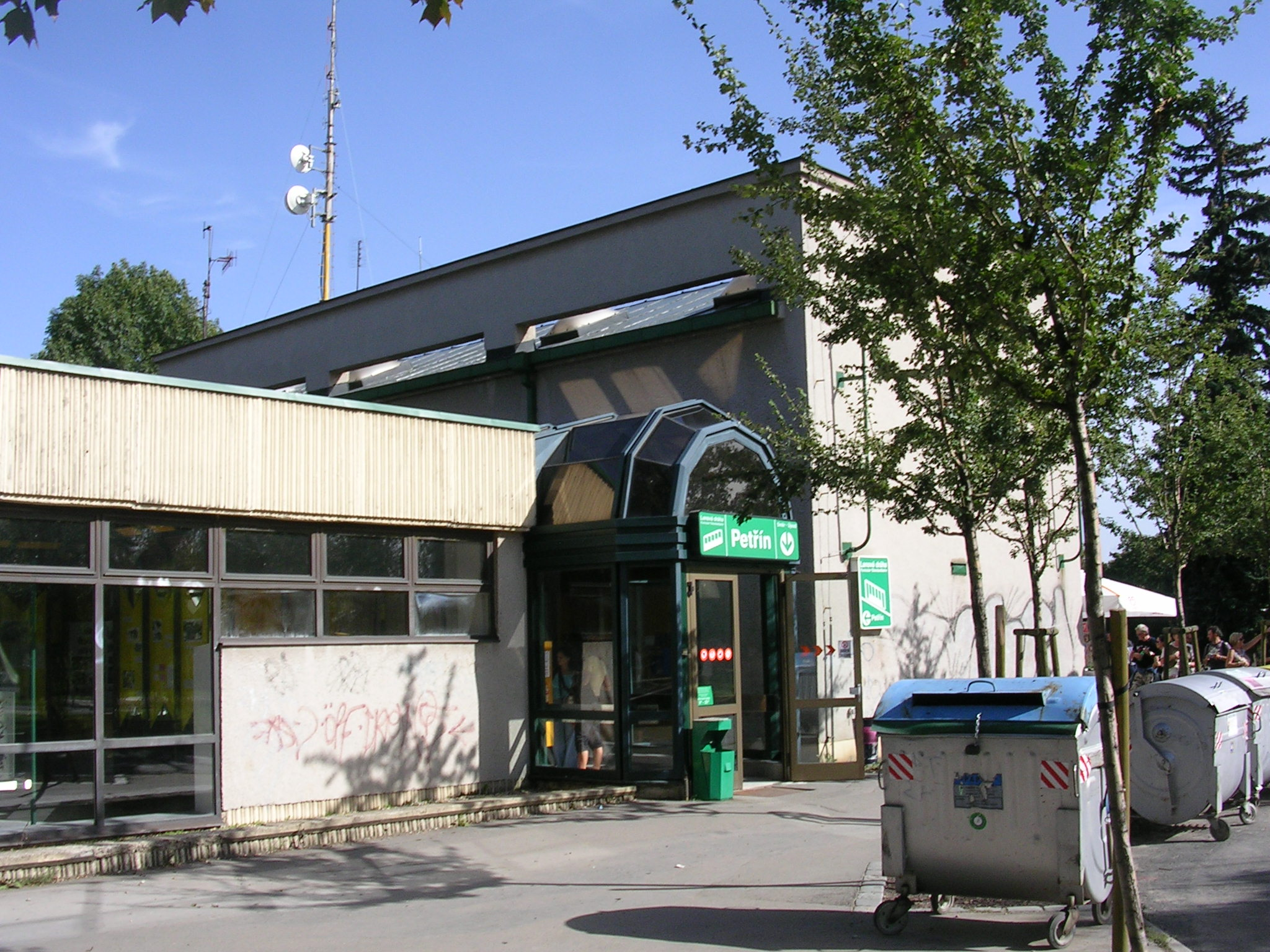
La stazione di Petřín

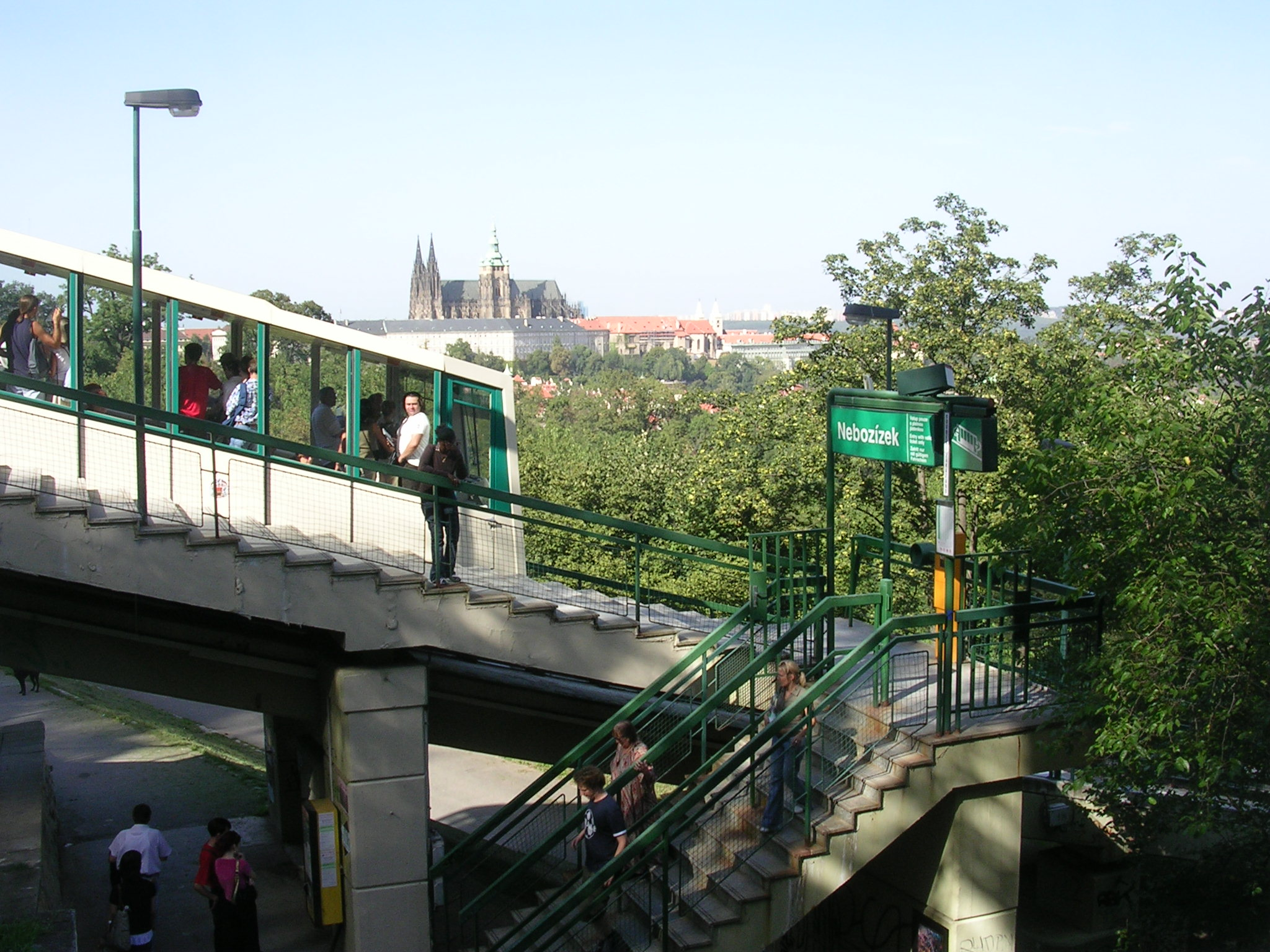
Panorama del castello dalla fermata di Nebozizek

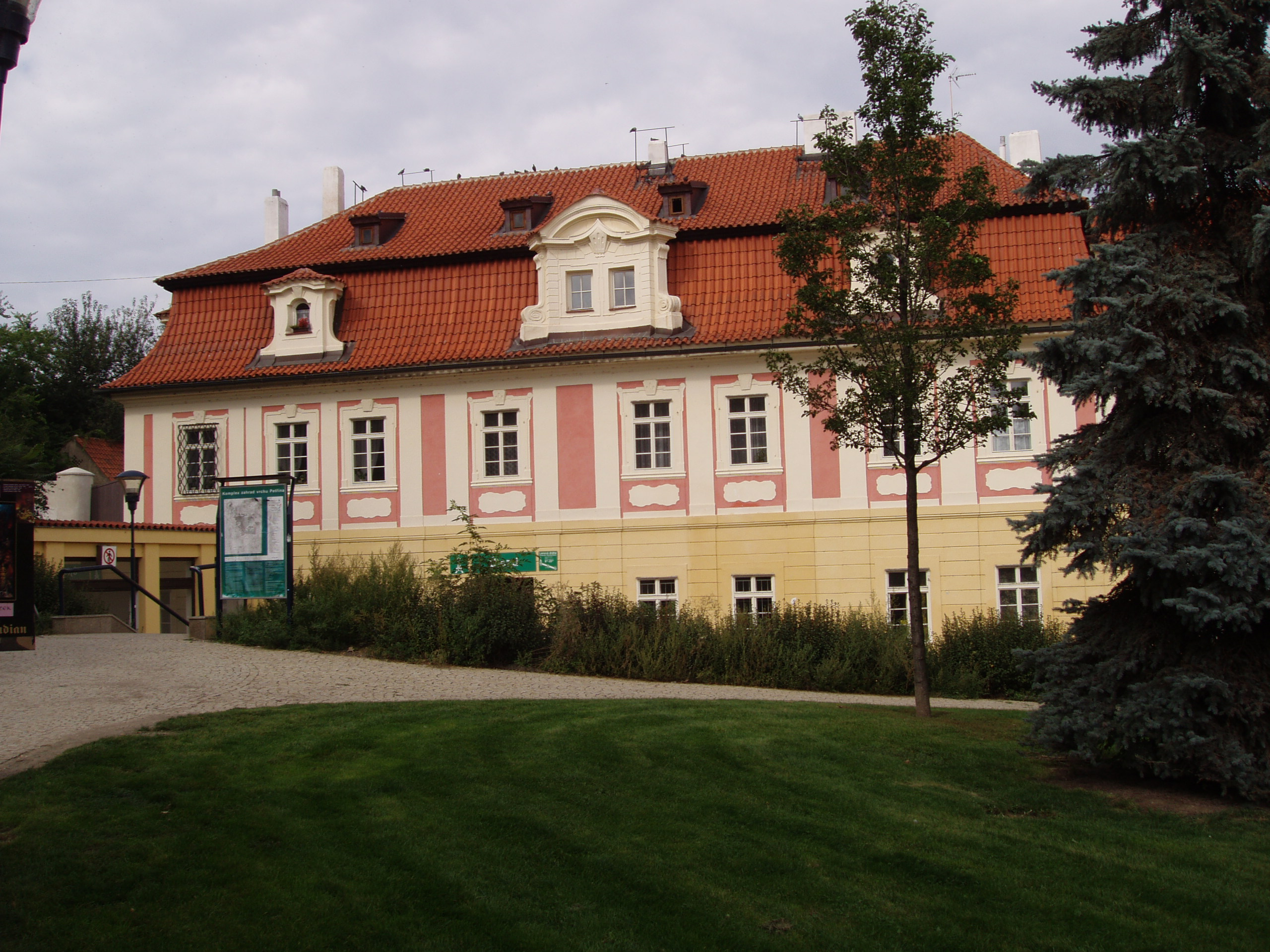
La stazione di Ujezd

## Storia
La linea originaria era stata inaugurata nel 1891, in occasione dell'Esposizione generale del centenario della terra quando la città faceva parte dell'Impero austro-ungarico e venne chiusa nel 1916 nel corso della prima guerra mondiale e al termine delle ostilità con l'indipendenza della Cecoslovacchia.
La linea venne riaperta nel 1932 con un percorso leggermente diverso e un poco più lungo, con un diverso scartamento e attrezzature completamente nuove. La riapertura avvenne in occasione dello Slet dell'associazione dei Sokol che si svolse al Velký Strahovský Stadion, che costruito con le tribune in legno nel 1926 era stato ricostruito nel 1932 con le gradinate in cemento. La funicolare continuò ad essere operativo nel corso della seconda guerra mondiale nel corso della quale non subì danni, diventando nel tempo un'attrazione turistica.
Il 7 luglio 1965 la funicolare venne nuovamente chiusa a causa delle forti piogge che provocarono smottamenti del terreno. La riapertura venne decisa negli anni ottanta, quando la funicolare venne riprogettata con delle modifiche, con la fermata intermedia di Nebozízek, da dove è possibile ammirare il panorama della città e del Castello.
La funicolare venne riaperta il 15 luglio 1985 in occasione delle Spartachiadi allo Stadio di Strahov.